# Gilbert Doré
Gilbert Eugene Jules Doré (* 22. August 1916 in Paris; † 24. September 1989) war ein französischer Radrennfahrer.

## Sportliche Laufbahn
Doré war im Bahnradsport und im Straßenradsport aktiv. Von 1946 bis 1950 war er Unabhängiger und Berufsfahrer. Er gewann das Sechstagerennen von Buenos Aires 1946 mit Émile Ignat als Partner, 1947 wurde er dort Zweiter. Mehrfach kam er bei Sechstagerennen in Amerika und Europa auf das Podium. Doré gehörte zu den ersten ausländischen Profis, die nach dem Zweiten Weltkrieg in Deutschland starteten. Auf der Straße hatte er, abgesehen von einigen Kriterien, keine Erfolge.